# Franz Gradwohl
Franz Gradwohl ist ein ehemaliger österreichischer Skispringer.

## Werdegang
Sein internationales Debüt gab Gradwohl bei der Vierschanzentournee 1953. Dabei erreichte er in Innsbruck auf der Bergiselschanze Platz 23. Zwei Jahre später bei der Vierschanzentournee 1954/55 startete Gradwohl erneut in Innsbruck und landete dabei auf dem 28. Platz. Damit belegte er am Ende der Tournee den 32. Platz der Tournee-Gesamtwertung.

## Erfolge

### Vierschanzentournee-Platzierungen
| Saison  | Platz | Punkte |
| ------- | ----- | ------ |
| 1954/55 | 32.   | 179,0  |